# Clathria richmondi
Clathria richmondi är en svampdjursart som beskrevs av Hooper, Kelly och Kennedy 2000. Clathria richmondi ingår i släktet Clathria och familjen Microcionidae. Inga underarter finns listade i Catalogue of Life.